# ویکتور زاپاتا
ویکتور زاپاتا (انگلیسی: Víctor Zapata؛ زادهٔ ۲۰ ژانویهٔ ۱۹۷۹) بازیکن فوتبال اهل آرژانتین است.
از باشگاه‌هایی که در آن بازی کرده‌است می‌توان به باشگاه فوتبال ریور پلاته، باشگاه فوتبال ولز سارسفیلد، باشگاه فوتبال رئال وایادولید، باشگاه اتلتیکو ایندپندینته، و باشگاه فوتبال آرژانتینوس جونیورز اشاره کرد.
وی همچنین در تیم ملی فوتبال آرژانتین بازی کرده‌است.